# Mareya congolensis
Mareya congolensis là một loài thực vật có hoa trong họ Đại kích. Loài này được (J.Léonard) J.Léonard mô tả khoa học đầu tiên năm 1996.